# Vitstrupig bulbyl
Vitstrupig bulbyl (Alophoixus flaveolus) är en asiatisk fågel i familjen bulbyler inom ordningen tättingar.

## Fältkännetecken

### Utseende
Vitstrupig bulbyl är en bastant, iögonfallande bulbyl med rätt kraftig näbb och hos adulta fåglar spretig och spetsig tofs. Kroppslängden är 21,5-22 cm. Hjässan är brun och strupen vit. Den är vidare gul på bröst och buk samt har rostfärgad anstrykning på vingar och stjärt. Ungfågeln är mattare i färgerna med brunare undersida.

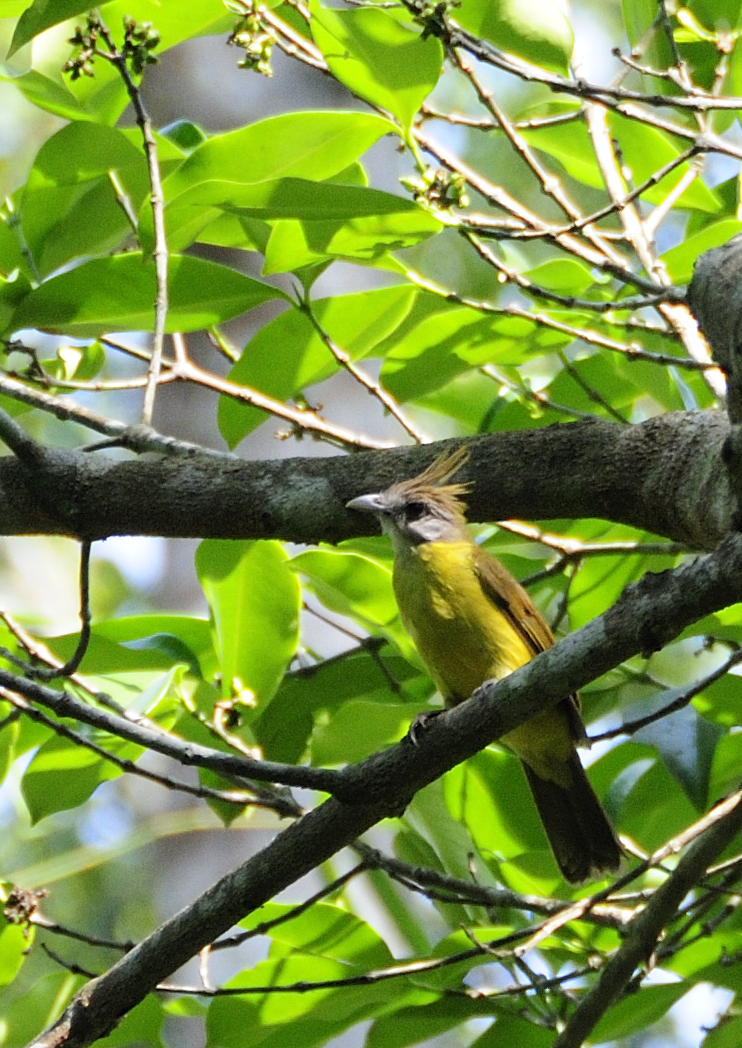

### Läten
Vitstrupig bulbyl är en ljudlig fågel som oftare hörs än ses. Den har en bred repertoar läten, alla korta och nasala.

## Utbredning och systematik
Vitstrupig bulbyl delas in i två underarter med följande utbredning:
- Alophoixus flaveolus flaveolus – förekommer i Himalaya (Nepal till nordöstra Myanmar)
- Alophoixus flaveolus burmanicus – förekommer från sydvästra Kina (västra Yunnan) till sydöstra Myanmar till västra Thailand

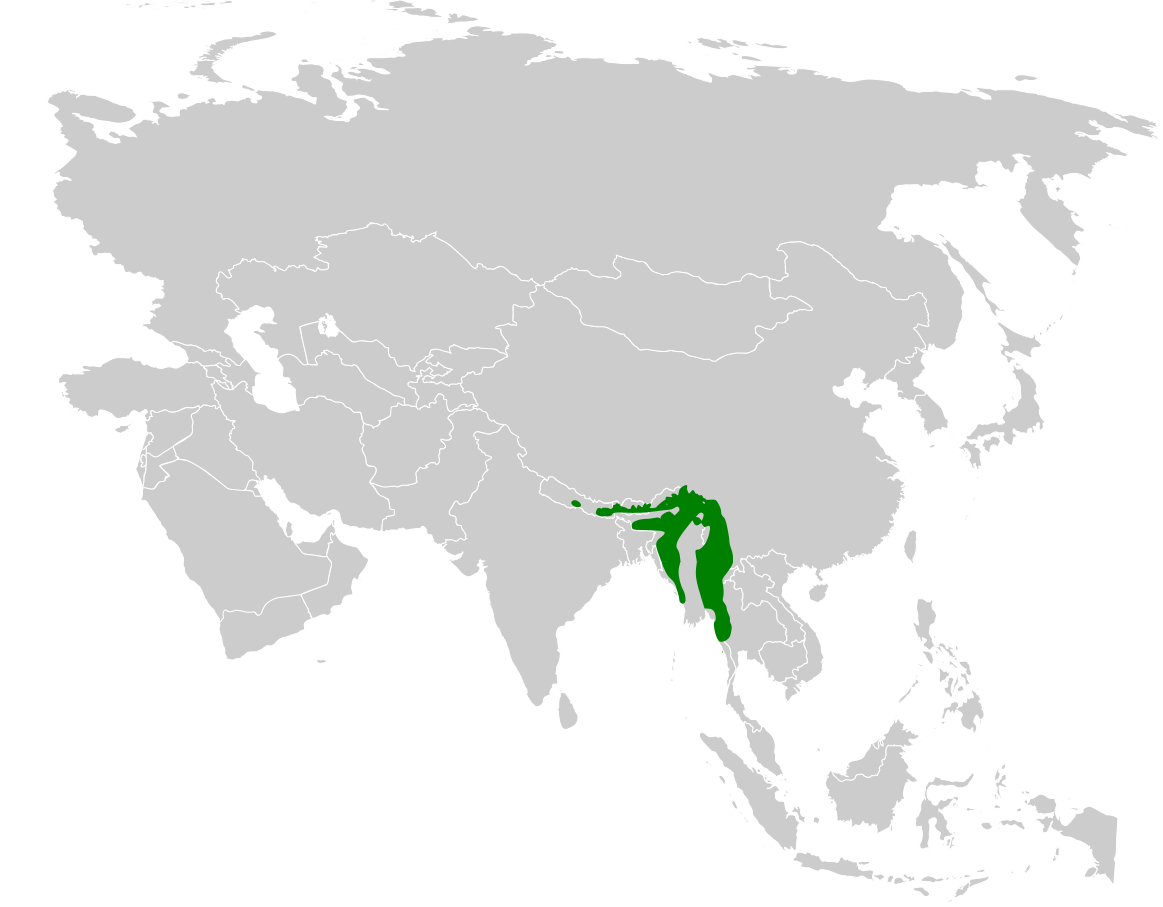
Utbredningsområdet för vitstrupig bulbyl.

Arten är närmast släkt med bruntofsbulbyl (Alophoixus pallidus) och ockrabulbyl (Alophoixus ochraceus).

## Levnadssätt
Vitstrupig bulbyl påträffas i undervegetation eller mellersta lagrena i ursprunglig och av människan påverkad städsegrön skog. Den lever huvudsakligen av frukt, inklusive bär, men även insekter. Arten häckar mellan april och juli. Den är stannfågel, men i vissa områden rör den sig till lägre nivåer efter häckningen.

## Status
Trots det begränsade utbredningsområdet och att den tros minska i antal anses beståndet vara livskraftigt av internationella naturvårdsunionen IUCN.  Världspopulationen har inte uppskattats, men den beskrivs som generellt vanlig genom hela utbredningsområdet, dock sällsynt i södra Kina.

## Namn
Fågeln har tidigare kallats vithakad bulbyl på svenska. Notera förväxlingsrisken med den i Afrika förekommande arten vitstrupig grönbulbyl (Phyllastrephus albigularis).